# Province della Prussia
Le province della Prussia costituivano la principale divisione amministrativa della Prussia. A seguito della dissoluzione del Sacro Romano Impero nel 1806 e dopo il Congresso di Vienna del 1815, i vari principati della Germania ottennero la sovranità nominale, ma il processo di unificazione che culminò con la creazione dell'Impero tedesco nel 1871 produsse una nazione che era costituita da vari territori e Stati, dominati da uno di questi: il Regno di Prussia. Le province prussiane coprivano circa il 60% del territorio dell'Impero tedesco; la persona nominata a capo di ogni provincia era l'Oberpräsident. Ogni provincia aveva anche una dieta provinciale (Provinziallandtag in tedesco) e le province erano ulteriormente suddivise in Regierungsbezirke.

## La Prussia nella Confederazione germanica

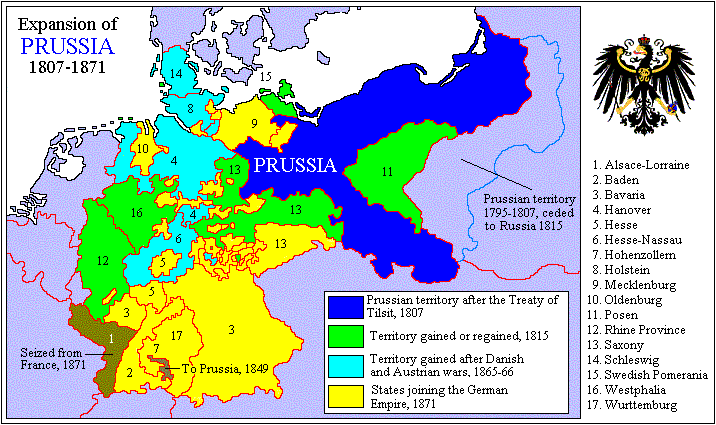
Le province della Prussia nella Confederazione germanica 1815-1871

La Confederazione germanica fu creata con il Congresso di Vienna nel 1815 e il Regno di Prussia ne fu membro fino alla sua dissoluzione nel 1866, a seguito della guerra austro-prussiana.
Le province del Regno di Prussia erano:
- Brandeburgo
- Hohenzollern (creata dall'annessione di Hohenzollern-Hechingen e Hohenzollern-Sigmaringen nel 1850)
- Pomerania
- Posnania (creata dal Granducato di Poznan nel 1848)
- Prussia (creata dalle province della Prussia Orientale e Prussia Occidentale, 1824 - 1878)
- Provincia del Reno (creata dal Basso Reno e Jülich-Cleves-Berg nel 1822)
- Sassonia
- Slesia
- Vestfalia
- Hannover, dal 1866
- Assia-Nassau, dal 1866

## La Prussia nell'Impero tedesco

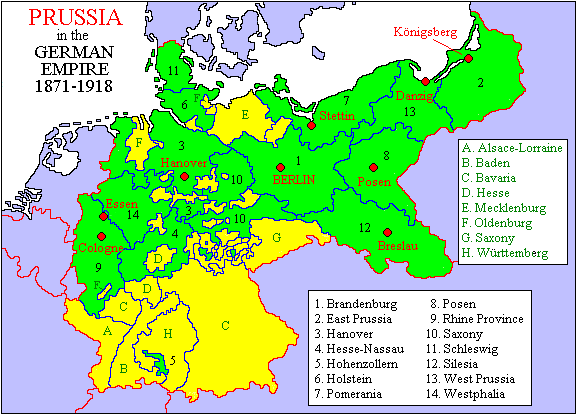
Province della Prussia nell'Impero tedesco 1871-1918

La fine della guerra austro-prussiana pose fine anche alle aspirazioni del grande stato unificato consistente sia della Germania che dell'Impero austriaco. Fu invece creata la Confederazione Tedesca del Nord sotto la leadership prussiana, e dopo la guerra franco-prussiana fu proclamato l'Impero tedesco nel 1871, che si sciolse poi nel 1918 dopo la prima guerra mondiale. Dal 1875 in avanti le province furono autorità che esercitavano il governo degli affari interni regionali attraverso rappresentanti delegati da ogni contea rurale o urbana (Landkreis e Stadtkreis), costituendo la dieta provinciale (Provinziallandtag) con un mandato di 6 anni. I delegati eleggevano un capo dell'auto-amministrazione, il Landesdirektor con un mandato da 6 a 12 anni), e un governo provinciale (Provinzialausschuss), oltre a parte dell'amministrazione reale prussiana, che supervisionava, a livello provinciale, le municipalità che si autogovernavano, ma anche le contee e i governatorati (Regierungsbezirk). Per questo scopo, il ministro degli affari interni prussiani nominava un presidente superiore (Oberpräsident) per ogni provincia, che assolveva il suo compito insieme a un consiglio provinciale (Provinzialrat) nominato dal governo prussiano.
- Berlino (il 1º aprile 1881 la città fu separata dalla provincia del Brandeburgo. Consisteva della sola città di Berlino e il suo sindaco Oberbürgermeister ricopriva in unione personale il compito di Landesdirektor e il consiglio cittadino il ruolo di comitato provinciale. Il ruolo di Alto Presidente fu invece assegnato al capo della polizia Polizeipräsident, nominato dal governo).[1])
- Brandeburgo (dal 1881 senza Berlino, ma le istituzioni provinciali rimasero nella città)
- Prussia Orientale (creata con la divisione della provincia della Prussia nel 1878)
- Hannover (formata dal Regno di Hannover, annesso nel 1866)
- Assia-Nassau (formata dalla Città libera di Francoforte, dall'Elettorato d'Assia, e dal Ducato di Nassau, annessi nel 1866)
- Hohenzollern
- Pomerania
- Posen
- Provincia del Reno
- Sassonia
- Schleswig-Holstein (annessa nel 1866, nel 1876 il Ducato di Sassonia-Lauenburg, ex Stato tedesco, fu unito alla provincia)
- Slesia
- Prussia Occidentale (ricreata con la divisione della provincia della Prussia nel 1878)
- Vestfalia

## La Prussia nella Repubblica di Weimar

Le province della Prussia nella Repubblica di Weimar, situazione territoriale del 1922-1928

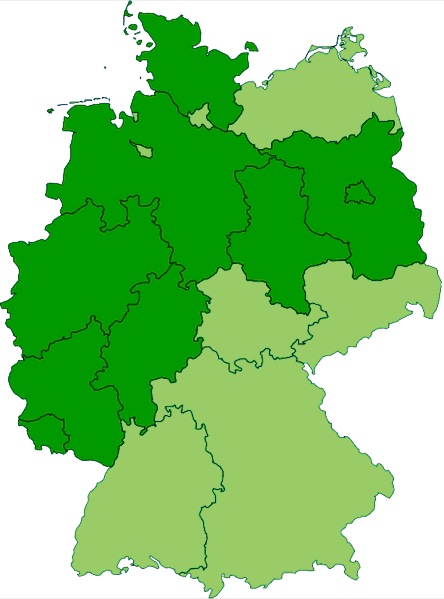
Cartina degli attuali Stati federati della Germania che si trovano all'interno dei vecchi confini del Regno di Prussia dell'Impero tedesco

Dopo la caduta dell'Impero tedesco il Regno di Prussia fu ricostituito con governo repubblicano come Stato libero di Prussia. Dovette cedere virtualmente tutto il territorio appartenente alle province di Posen e della Prussia Occidentale al neonato Stato della Polonia, e al Mandato della Società delle Nazioni della Città Libera di Danzica. Aree minori erano state cedute al Belgio (i Cantoni orientali), alla Cecoslovacchia (Regione di Hlučín, l'ex Slesia), alla Danimarca (Jutland meridionale, l'ex Schleswig-Holstein), al Mandato della Società delle Nazioni del Territorio di Memel, l'ex Prussia Orientale, alla Polonia (l'Alta Slesia orientale, l'ex provincia della Slesia), e alla Saar, l'ex Provincia del Reno. La Prussia e le sue province continuarono formalmente ad esistere nonostante il controllo politico fu poi preso dal Partito Nazionalsocialista Tedesco dei Lavoratori, a seguito della sua presa del potere del 1933. Sia la Prussia che la Germania nazista furono poi disciolte dopo la fine della seconda guerra mondiale nel 1945.
- Berlino (nel 1920 la città fu estesa con la legge sulla Grande Berlino, a spese del Brandeburgo)
- Brandeburgo
- Prussia Orientale
- Hannover (nel 1921 Pyrmont, ex distretto del Libero Stato di Waldeck-Pyrmont, vi fu unito)
- Assia-Nassau (nel 1929 il Libero Stato di Waldeck, ex Stato tedesco, vi fu unito)
- Hohenzollern
- Bassa Slesia (parte della provincia della Slesia dal 1938 al 1941)
- Pomerania
- Posen-Prussia Occidentale (creato nel 1922 da parti delle province di Posen e della Prussia Occidentale che non erano state cedute alla Seconda Repubblica di Polonia; la provincia fu sciolta nel 1938 e il suo territorio fu in gran parte incorporato nella Pomerania, con due exclavi nel Brandeburgo e in Slesia)
- Provincia del Reno
- Sassonia
- Schleswig-Holstein
- Alta Slesia (parte della provincia della Slesia dal 1938 al 1941)
- Vestfalia